# Kisrozvágy
Kisrozvágy (slovensky Malá Rozvaď) je vesnice v Maďarsku, v Borsod-Abaúj-Zemplén v okrese Cigánd.
Má rozlohu 834 ha a žije zde 161 obyvatel (2007).

## Obyvatelstvo
Obyvatelstvo tvoří 99% Maďarů a 1% Romů.

## Zajímavosti
- kazetový strop z roku 1796 v budově kostela reformované církve